# 興業物聯
興業物聯服務集團有限公司（港交所：9916）成立於1999年，是地產商正商集團旗下從事物業管理服務的公司，主要業務為在中國大陸提供物業管理服務。
2017年，興業物聯曾在新三板上巿，代號為872196。2019年1月21日，河南兴业物联网管理科技股份有限公司終止在新三板上市。
2020年2月至3月，興業物聯在香港進行公開招股，招股價介乎1.5至2港元，最多集資2億港元。
興業物聯招股公開發售部份獲得1400倍超額認購，招股價最終訂在1.99港元。3月9日，興業物聯在香港交易所上巿。

## 外部連結
- 興業物聯 （页面存档备份，存于）